# 西営盤駅
西営盤駅（せいえいばんえき）は、香港香港島中西区西営盤にある香港鉄路（港鉄 MTR）港島線の駅である。位置は第二街、第三街、高街と正街の地底。駅とトンネル工事は日本の西松建設株式会社と地元大手金門建築に建設された。
駅は港島三線三つ駅の中で最も出口の南北高低差がある駅、北の徳輔道西、南の香港大学東門、東の般咸道にある出口を含み、合計6つの出口が設置された。地面工事の遅れにより、香港大学駅と堅尼地城駅の開業には間に合わず、2015年3月29日に開業した。

## 駅構造
島式ホーム1面2線の地下駅。
| G          | -                    | 出口                             |
| C          | コンコース           | サービスセンター、駅商店、トイレ |
| P          |                      |                                  |
| ➊番線      | ■港島線柴湾方面→     |                                  |
| 島式ホーム |                      |                                  |
| ➋番線      | ←■港島線堅尼地城方面 |                                  |

## 隣の駅
香港鉄路
■港島線
香港大学駅 - 西営盤駅 - 上環駅